# Stéphane Rosière
 (juin 2021).
Stéphane Rosière, né le 19 novembre 1959 à Nantes, est un géographe et géopolitologue français. Il est professeur des universités depuis 2006  au département de géographie de l'université de Reims Champagne-Ardenne.

## Carrière
Directeur de publication, depuis 2007, de la revue en ligne L'Espace politique, revue de géographie politique et géopolitique en ligne référencée par l'AERES, Stéphane Rosière est membre du Comité national français de géographie, dont il a dirigé de 2004 à 2010 la commission de géographie politique et géopolitique au sein de cette instance. Il représente la France dans le cadre de la Commission de géographie politique de l'Union géographique internationale.
Jusqu'en 2024, il est directeur du master de géopolitique à l'université de Reims-Champagne-Ardenne. Il intervient également dans le cadre du master MEEF 2d degré. À l'issue de l'année universitaire 2023-2024, Rosière prend sa retraite universitaire. 

## Biographie
Agrégé de géographie (1986), Stéphane Rosière a occupé successivement les postes suivants :
- Enseignant en lycée (1986-1990)
- ATER au département de Géographie de l'Université Paris VIII (1990-1994)
- Maître de conférences au département de Géographie de l'Université Nancy-II (1994-2006)
- Professeur au département de Géographie de l'université de Reims Champagne-Ardenne (2006-2024)
- Professeur à la faculté de sciences politiques et de relations internationales de l'Université Matej Bel à Banska Bystrica en Slovaquie (2010-2016)

Il a publié ou dirigé une demi-douzaine d'ouvrages principaux de géographie (voir bibliographie) ainsi que plusieurs dizaines d'articles. En tant qu'auteur, il a aussi publié deux recueils de poèmes, des poèmes en revue (Quaderno, Le Cafard hérétique), une dizaine de nouvelles (notamment dans les revues Rue Saint Ambroise et Brèves,